# Lavau (Yonne)
Lavau – miejscowość i gmina we Francji, w regionie Burgundia-Franche-Comté, w departamencie Yonne.
Według danych na rok 1990 gminę zamieszkiwały 394 osoby, a gęstość zaludnienia wynosiła 7 osób/km² (wśród 2044 gmin Burgundii Lavau plasuje się na 533. miejscu pod względem liczby ludności, natomiast pod względem powierzchni na miejscu 13.).